# Courchapoix
Courchapoix est une commune suisse du canton du Jura située dans le district de Delémont.

## Géographie

Photo aérienne (1955).

La commune se situe dans la partie orientale de la vallée de la Scheulte ou val Terbi.

## Toponymie
Le nom de la commune dérive du substantif roman corte, qui désigne un domaine agricole ou un hameau et remonte lui-même au latin cohorte, et du nom de personne Cappilius, vraisemblablement latine.
Sa première occurrence écrite date de 1428, sous la forme de Courchappoy.
La commune se nomme Cortchèpouè en patois vadais.
Son ancien nom allemand est Gebstorf.

## Population et société

### Surnoms
Les habitants de la commune sont surnommés lé Breûle-Tô, soit ceux qui brûlent les taies de duvet en patois vadais, et les Tonde-Mort.

### Démographie
La commune compte 441 habitants au 31 décembre 2022, pour une densité de population de 69 hab./km2 .
Elle comptait 234 habitants en 1818, 271 en 1850, 260 en 1900, 238 en 1910, 281 en 1950, 399 en 2000 et 426 en 2010.

## Histoire
Quelques sépultures, du Xe siècle, d'une communauté rurale ont été découvertes. Au XVe siècle, la colonge de Courchapoix appartenait aux nobles de Ramstein et jusqu'à 1797, Courchapoix dépendait de la prévôté de Moutier-Grandval et releva de la grande mairie de Courrendlin ou Sous-les-Roches, restée catholique.
La commune fit partie des départements français du Mont-Terrible (1797-1800) et du Haut-Rhin (1800-1813), du bailliage puis district bernois de Moutier dès 1815. Commune limitrophe après les deux premiers plébiscites (juin 1974, mars 1975), Courchapoix opta pour le canton du Jura le 7 septembre 1975 et fut rattachée au district de Delémont (1976).
Le plus ancien sanctuaire retrouvé dans le sous-sol de l'église paroissiale Saint-Imier est roman. Au spirituel, Courchapoix releva d'abord de Vicques, devint vicariat en 1766, paroisse en 1781 et fut réuni à celle de Corban de 1874 à 1935. Au début du XXe siècle, Courchapoix pratiquait l'agriculture et l'élevage et on y tissait la soie. En 2000, plus des deux tiers de la population active travaillaient hors de la commune, où l'on trouvait une seule entreprise (polissage de boîtes de montres).